# Clifton (Maine)
Clifton – miasto w Stanach Zjednoczonych, w stanie Maine, w hrabstwie Penobscot.